# Shorttrack-Juniorenweltmeisterschaften 2015
Die Shorttrack-Juniorenweltmeisterschaften 2015 wurden vom 27. Februar bis 1. März 2015 in Osaka, Japan ausgetragen.

## Ergebnisse

### Juniorinnen
| Event              | Gold                                                         | Gold         | Silber                                                                           | Silber       | Bronze                                                        | Bronze       |
| ------------------ | ------------------------------------------------------------ | ------------ | -------------------------------------------------------------------------------- | ------------ | ------------------------------------------------------------- | ------------ |
| Mehrkampf          | Kong Sang-jeong                                              | 78 Punkte    | Kim Ji-yoo                                                                       | 68 Punkte    | Son Hak-yung                                                  | 68 Punkte    |
| 500 m              | Son Hak-yung                                                 | 45,031 s.    | Audrey Phaneuf                                                                   | 45,074 s.    | Emina Malagitsch                                              | 45,126 s.    |
| 1000 m             | Kim Ji-yoo                                                   | 1:36,279 min | Kong Sang-jeong                                                                  | 1:36,352 min | Son Hak-yung                                                  | 1:36,552 min |
| 1500 m             | Kong Sang-jeong                                              | 2:45,678 min | Zang Yize                                                                        | 2:45,913 min | Jekaterina Strelkowa                                          | 2:46,031 min |
| 1500-m-Superfinale | Kim Ji-yoo                                                   | 2:37,162 min | Kong Sang-jeong                                                                  | 2:37,252 min | Son Hak-yung                                                  | 2:37,544 min |
| 3000-m-Staffel     | Südkorea Son Hak-yung Kim Ji-yoo Kong Sang-jeong Lee Su-youn | 4:18,210 min | Russland Emina Malagitsch Marija Oborina Julija Schischkina Jekaterina Strelkowa | 4:19,006 min | Japan Ami Hirai Shione Kaminaga Sumire Kikuchi Miwaku Yamaura | 4:20,713 min |

### Junioren
| Event              | Gold                                                       | Gold         | Silber                                                 | Silber       | Bronze                                                               | Bronze       |
| ------------------ | ---------------------------------------------------------- | ------------ | ------------------------------------------------------ | ------------ | -------------------------------------------------------------------- | ------------ |
| Mehrkampf          | Kim Dag-yeom                                               | 81 Punkte    | Park Ji-won                                            | 69 Punkte    | Sándor Liu Shaolin                                                   | 42 Punkte    |
| 500 m              | Kim Dag-yeom                                               | 41,534 s.    | Sándor Liu Shaolin                                     | 41,645 s.    | Denis Nikischa                                                       | 41,751 s.    |
| 1000 m             | Kim Dag-yeom                                               | 1:32,240 min | Ren Ziwei                                              | 1:32,275 min | Ma Wei                                                               | 1:32,358 min |
| 1500 m             | Park Ji-won                                                | 2:26,039 min | Dan Iwasa                                              | 2:26,259 min | Kazuki Yoshinaga                                                     | 2:26,458 min |
| 1500-m-Superfinale | Park Ji-won                                                | 2:31,658 min | Sándor Liu Shaolin                                     | 2:31,700 min | Kim Dag-yeom                                                         | 2:32,060 min |
| 3000-m-Staffel     | Südkorea Park Ji-won Kim Dag-yeom Lim Yong-jin Yoon Su-min | 4:01,909 min | Volksrepublik China Ma Wei Ren Ziwei Xu Hongzhi Yu Wei | 4:02,205 min | Russland Artjom Denissow Daniil Jeibog Alexander Kowal Artjom Koslow | 4:02,701 min |